# Obrusánszky Borbála
Obrusánszky Borbála Anna (Ózd, 1972. május 31. –) magyar történész, néprajzkutató, orientalista, Magyarország mongóliai nagykövete. 

## Pályafutása
Obrusánszky Borbála középiskolai tanulmányait a salgótarjáni Bolyai János Gimnáziumban végezte. 1997-ben szerzett diplomát az ELTE BTK történelem és mongol szakán. Ezt követően Mongóliában, a Mongol Nemzeti Egyetemen végezte posztgraduális tanulmányait a mongol néphagyományokból és mongol történelemből. 2000-ben védte meg doktori disszertációját Ulánbátorban, az értekezésének címe magyarra fordítva: "A nesztoriánus vallás elterjedése és jelentősége Belső-Ázsiában". A Debreceni Egyetem Doktori Tanácsa 2006-ban honosította a Mongóliában megszerzett PhD fokozatát. 2000 óta több expedíción vett részt Mongóliában, Belső-Mongóliában és Ázsia más vidékein.
A 2009-ben alapított Journal of Eurasian Studies főszerkesztő-helyettese.
A tudományos ismeretterjesztés keretei között célkitűzése a mongol hagyományok megismertetése a hazai közönséggel. Tudományos téren elsősorban a hunok történetét, a hun–magyar rokonságot kutatja, élesen bírálva a Magyar Tudományos Akadémia álláspontját. A témában számos publikációt tett közzé magyar, illetve idegen nyelven.
Szakértőként szerepel a Kassai Lajos életéről és munkásságáról szóló A lovasíjász című filmben.
Unokahúga Obrusánszki Barbara, aki Rogán Antal politikus felesége.
2020-tól Magyarország ulánbátori nagykövete.
"A Szkíta-magyar múltunk ragyogása" című könyv előszavában a magyar - mongol valamint a sumér néprokonság mellett felvetette a magyarok dravidákkal, azaz indusvölgyi népekkel való néprokonságát is.

„Szerencsére sok kutató kezét nem kötötte meg a 19. században futószalagon gyártott nyelvészeti elmélet (indoeurópai vagy éppen a finnugor), így a keleti tudósok büszkén vállalják rokonságukat a sumérokkal, de az Indus-völgyi civilizációt létrehozó dravidákkal is.”

– Obrusánszky Borbála

## Főbb művei
- Törvények és tanítások – A sztyeppei lovas birodalmak szellemi öröksége, Két Hollós Kiadó, Budapest, 2024. ISBN 978-615-8035217
- Szkíta íjnak húrja pendül; Koronás Kerecsen Kiadó, Budakalász, 2016. ISBN 978-963-89516-7-0
- Európa ura, Attila; Tortoma, Barót, 2016. ISBN 978-973-8995-46-8
- Szkíta tájon pata dobog. Történelmi igazságok, tanulságos mesék; Koronás Kerecsen Kiadó, Budapest, 2015 ISBN 978-963-89516-6-3
- Azerbajdzsán (Ceyhun Alakbarovval), 2015[8]
- Törvények és tanítások: a sztyeppei lovas birodalmak szellemi öröksége, 2014.
- Szkíta rögök fölött hun-magyar szél járja, 2013
- Hunok Hungárok Magyarok, Kárpátia Műhely, Budapest, 2013. ISBN 978-963-88466-7-9
- Atilla unokái (Kertai Zalánnal), 2012
- Keleti kereszténység, 2012
- Szkíta-hun régmúltból székely-magyar jövendő, 2012
- Szkíta-magyar múltunk ragyogása. Történelmi igazságok, tanulságos mesék, 2011
- A hunok öröksége (Marácz Lászlóval szerk.), 2011
- A szkíta népek hitvilága (Marácz Lászlóval), 2010
- Szkíták, hunok, magyarok, Kárpátia Műhely, Budapest, 2010. ISBN 978-963-88466-4-8
- A nesztoriánus vallás elterjedése és jelentősége Belső-Ázsiában,  Mikes International, Hága, 2008. ISBN 978-9085011323[9]
- Hunok a Selyemúton, 2008
- A nesztoriánus kereszténység, Farkas Lőrinc Imre Könyvkiadó, Kerepes, 2006. ISBN 963-9428523
- A hunok kultúrtörténete: Fehérvár, a déli hunok fővárosa, 2006
- A nesztoriánus vallás elterjedése és jelentősége Belső-Ázsiában, Farkas Lőrinc Imre Könyvkiadó, Kerepes, 2006. ISBN 978-9085011323
- A mongol népek története, 2005
- Mongólia – Útikönyv magyar turisták számára, 2005
- Az ötödik Gobi Nojon Kutuktu Dandzanravdzsá életműve és hagyatéka (é.n.)

### Fordítások
- Učiraltu:[10] A hun nyelv szavai (ford. Obrusánszky Borbála; fordítói utószó: 101-118. o.), Budapest, Napkút Kiadó, 2008[11]
- Dzsingisz kán: A bölcsesség kulcsa, Mikes International, Hága, 2008. ISBN 978-9085011286[12]
- Dzsingisz kán: A bölcsesség kulcsa, Farkas Lőrinc Imre Könyvkiadó, Kerepes, 2005. ISBN 978-9085011286
- Hatagin Gotov Akim: Atilla király utódai még mindig imádkoznak az aranyló naphoz, T3 Kiadó nyomdája, Sepsiszentgyörgy , 2016. ISBN 978-973-1962-62-7
- A Selyemút kínai szemmel - A Hou Han Shu krónika 88. fejezete (Looking into Silk road through Chinese eyes - The 88th chapter of Hou Han Shu cronicle (Book of the Later Han). Két Hollós Könyvesbolt, Budapest, 2024  helytelen ISBN kód: 978-615-5810-36-1

### Cikkek
- Székelyföld hun hagyatéka. Mikes International. XII. évfolyam, 3. szám, 96-106. o.
- A billog és keleti párhuzamai. Valóság, XLIX. évfolyam (2006. június), 6. szám